# Nathacha Kouni
Nathacha Kouni (* 18. Februar 2001) ist eine Schweizer Leichtathletin, die sich auf Sprint spezialisiert hat.

## Sportliche Laufbahn
Erste Erfahrungen bei internationalen Meisterschaften sammelte Nathacha Kouni im Jahr 2019, als sie bei den U20-Europameisterschaften in Borås mit 12,44 s in der ersten Runde im 100-Meter-Lauf ausschied und mit der Schweizer 4-mal-100-Meter-Staffel in 45,47 s den siebten Platz belegte. 2021 schied sie bei den U23-Europameisterschaften in Tallinn mit 11,90 s im Halbfinal über 100 Meter aus und verpasste mit der Staffel mit 44,77 s den Finaleinzug. Im Jahr darauf schied sie bei den Europameisterschaften in München mit 11,54 s im Vorlauf über 100 Meter aus. 2023 belegte sie bei den U23-Europameisterschaften in Espoo in 11,55 s den siebten Platz im Einzelbewerb und gewann mit der Staffel in 43,59 s die Bronzemedaille hinter den Teams aus dem Vereinigten Königreich und Frankreich. Anschliessend wurde sie bei den Weltmeisterschaften in Budapest im Final mit der Staffel disqualifiziert.

## Persönliche Bestleistungen
- 100 Meter: 11,12 s (+1,9 m/s), 9. Juli 2022 in Bulle FR
  - 60 Meter (Halle): 7,29 s, 18. Februar 2023 in St. Gallen